# Catch My Breath
Catch My Breath è un singolo dell'artista Kelly Clarkson, tratto dal suo primo album raccolta di successi, Greatest Hits: Chapter One pubblicato il 15 ottobre 2012 dalla RCA Records. Il brano è stato scritto da Kelly Clarkson, e co-scritto e prodotto dal suo direttore musicale Jason Halbert, insieme al produttore Eric Olson.

## Descrizione
Catch My Breath è una canzone dance elettropop con arrangiamenti pop rock. Il suo contenuto lirico descrive il percorso della Clarkson verso la vittoria nel corso della stagione inaugurale della competizione canora di American Idol del 2002.
Al momento della sua uscita fu accolta con recensioni positive dalla critica, che ha elogiato, sia il tema edificante della canzone, che la performance vocale della cantante. Il brano ha raggiunto la 19ª posizione nella Billboard Hot 100, la 1ª nella Billboard Hot Dance Club Songs ed è entrato nella top ten dell'Adult Pop Songs.

## Video musicale
Girato dal regista danese Nadia Marquard Otzen, il video musicale di accompagnamento vede la cantante eseguire il brano sopra una distesa d'acqua accompagnata da raffiche di vento e circondata da fuoco e fumo.